# Lampadário (ofício)
O lampadário (em latim: Lampadarius; em grego koiné: Λαμπαδάριος, transl.: Lampadários; em grego:  Λαμπαδάριος, transl.: Lambadários) é um ofício historicamente associado a carregar luminares. Na Ortodoxia Grega, é preservado como uma ordem menor, com a função de conduzir o coro do lado esquerdo de uma igreja.

## História
Tanto na República Romana como no Império Romano, os lampadários eram escravos que tinham a função de carregar tochas perante cônsules, imperadores e outros oficiais de alta dignidade. Há pouca evidência para o uso destas luzes nos primeiros séculos de cristianismo com algum sentido litúrgico, embora se presuma que fosse usadas para os ofícios celebrados nas catacumbas durante as perseguições. Uma das primeiras descrições do uso litúrgico de velas se dá no início do século VI, em uma homilia de Narsai, havendo evidências no mesmo século em Jerusalém de lâmpadas sendo guardadas como relíquias, sugerindo um uso muito mais antigo. Apesar de não haver evidências para o lampadário como um ofício apartado dos demais nos cultos cristãos, foi certamente uma função exercida, por exemplo, por acólitos e outros clérigos que precedessem o bispo ou o celebrante.

## Na Ortodoxia Grega
Na Ortodoxia Grega, ao menos desde o período otomano, o lampadário é a segunda posição mais alta que um cantor pode adquirir dentro de uma igreja (sucedendo o protopsaltes), liderando o coro do lado esquerdo do templo, de onde tradicionalmente se lê o Evangelho, e onde, havendo divisão de gênero, ficam os fiéis de sexo feminino. Dentro do coro esquerdo, o cantor de maior hierarquia após o lampadário é o Segundo Doméstico, que o auxilia diretamente na execução do canto. Junto ao protopsaltes, o ofício equivale ao cantor ocidental. Ambos os ofícios são contados entre as ordens menores como graus da ordem dos cantores (em grego koiné: ψάλτης, transl.: psáltēs), pelo que ambos utilizam o camelauco como símbolo de sabedoria e graça.

### Arconte Lampadário da Grande Igreja de Cristo
A segunda posição mais prestigiosa em toda a música bizantina é a do lampadário da Catedral de São Jorge, que recebe a honraria de arconte e o título de Arconte Lampadário da Grande Igreja de Cristo (em grego koiné: Ἄρχων Λαμπαδάριος τῆς Μ.τ.Χ.Ἐ., transl.: Árchо̄n Lampadários tês M.t.Ch.E.). Tendo em vista que o Arconte Lampadário é o sucessor presumido do Arconte Protopsaltes, deve cumprir os pré-requisitos para futura promoção, nomeadamente boa voz, boa técnica e discipulado por um bom mestre. Além da função musical, o lampadário tem as responsabilidades de agir como testemunha em diversos atos da igreja e de educar outros cantores.